# Karl Rothe (Züchter)
Karl Rothe (geb. 14. August 1891 in Culm; gest. 21. August 1944 in Königsberg) war ein deutscher Gutsbesitzer in Tollmingkehmen (Ostpreußen), Rennreiter und Pferdezüchter.

## Familie
Karl Rothe war das jüngste von drei Kindern des Arztes und Gutsbesitzers Otto Rothe (1856–1936) und dessen Frau Grete, geb. Zarniko (1865–1944). Otto Rothe war zunächst Militärarzt und dann praktischer Arzt in Culm. Nach dem Tod seines Schwiegervaters gab er seinen Arztberuf auf und übernahm in Goldap dessen Mühle, die dazugehörige Landwirtschaft und 1904 das Gut Tollmingkehmen, nachdem dessen Besitzer, der Bruder seiner Frau, ohne Erben verstorben war. 1908 übernahm er nach dem Tod der Tante seiner Frau auch das nahegelegene Gut Samonienen.
Karl Rothe heiratete die Tochter Marie Luise (1902–1992) des Gynäkologen Walter Stoeckel und hatte mit ihr 8 Kinder. Sein ältester Sohn war Otto Rothe, der 1952 und 1956 als Reiter an den Olympischen Spielen teilnahm. Der Sohn Hans Rothe wurde ein bekannter Slawist.

## Leben
Karl Rothe besuchte die Schule in Insterburg und legte dort das Abitur ab. Sein Militärjahr absolvierte er bei den Ersten Dragonern in Tilsit. Anschließend machte er eine landwirtschaftliche Lehre und schloss ein landwirtschaftliches Studium in Halle und Berlin ab. Am Ersten Weltkrieg nahm er als Soldat teil. Nach seiner Rückkehr erwarb er von seinem Vater das Gut Samonienen, das er bis zu seinem Tod bewirtschaftete.
Neben der Landwirtschaft war er aktiver Spring- und Dressurreiter und ritt Hindernisrennen. Er erreichte mit seinem Pferd Luchs den zweiten Platz im Von der Goltz Querfeldein-Jagdrennen, Trakehnen/Insterburg, von 1925.

## Zucht
Karl Rothe hatte großen Einfluss auf die Trakehner-Zucht. Er lieferte hunderte von Remonten an das Heer. Aus seiner Zucht gingen Pferde wie Perlenfischer, Balte, Kronos, Absinth und Eule hervor.
Balte wurde in die Niederlande verkauft und dort auf King of Hearts umgetauft. Unter diesem Namen gewann er bei den Olympischen Spielen 1924 in Paris unter Antonius Colenbrander mit der niederländischen Equipe die Goldmedaille in der Vielseitigkeit.
Kronos wurde 1936 bei den Olympischen Spielen in Berlin unter Heinz Pollay im Einzel und mit der Mannschaft Olympiasieger in der Dressur.
Der Rappe Kronos wurde 1928 von Eule geboren, sein Vater war Carol. Die Grundausbildung erhielt Kronos von Karl Rothe. Später kam Kronos zu Otto Lörke, der ihn weiter förderte und schließlich Heinz Pollay zur Verfügung stellte.
Absinth gewann 1936 in Berlin unter Friedrich Gerhard im Einzel die Silbermedaille und mit der Mannschaft die Goldmedaille im Dressurreiten. Der Rappe Absinth, geboren 1926, war ein Dreiviertelbruder von Kronos. Sein Vater war Carol, seine Mutter Estrella war eine Tochter von Eule.
Der E-Stutenfamilie von Samonien entstammen Estrella (* 1919) und Eule (* 1912). Rothes Vater zog bereits Eules Mutter Eudoxia (* 1902) und Großmutter Eusebia (* 1880). Die dunkelbraune Eule war nicht nur eine wertvolle Zuchtstute, die dreizehn Fohlen brachte, darunter eine Staatsprämenstute, sondern auch ein erfolgreiches Vielseitigkeitspferd. Leider ging die E-Familie im Krieg verloren.
Der Rappe Perlenfischer (* 1933) war ein Zuchthengst, dessen zahlreiche Nachkommen heute auf der ganzen Welt zu finden sind. So sorgte beispielsweise der kanadische Perlenfischer Abkömmling Hexenmeister für Nachwuchs in Amerika.